# Parada de Monteiros
Parada de Monteiros is een plaats (freguesia) in de Portugese gemeente Vila Pouca de Aguiar en telt 101 inwoners (2001).